# Anne Caillon

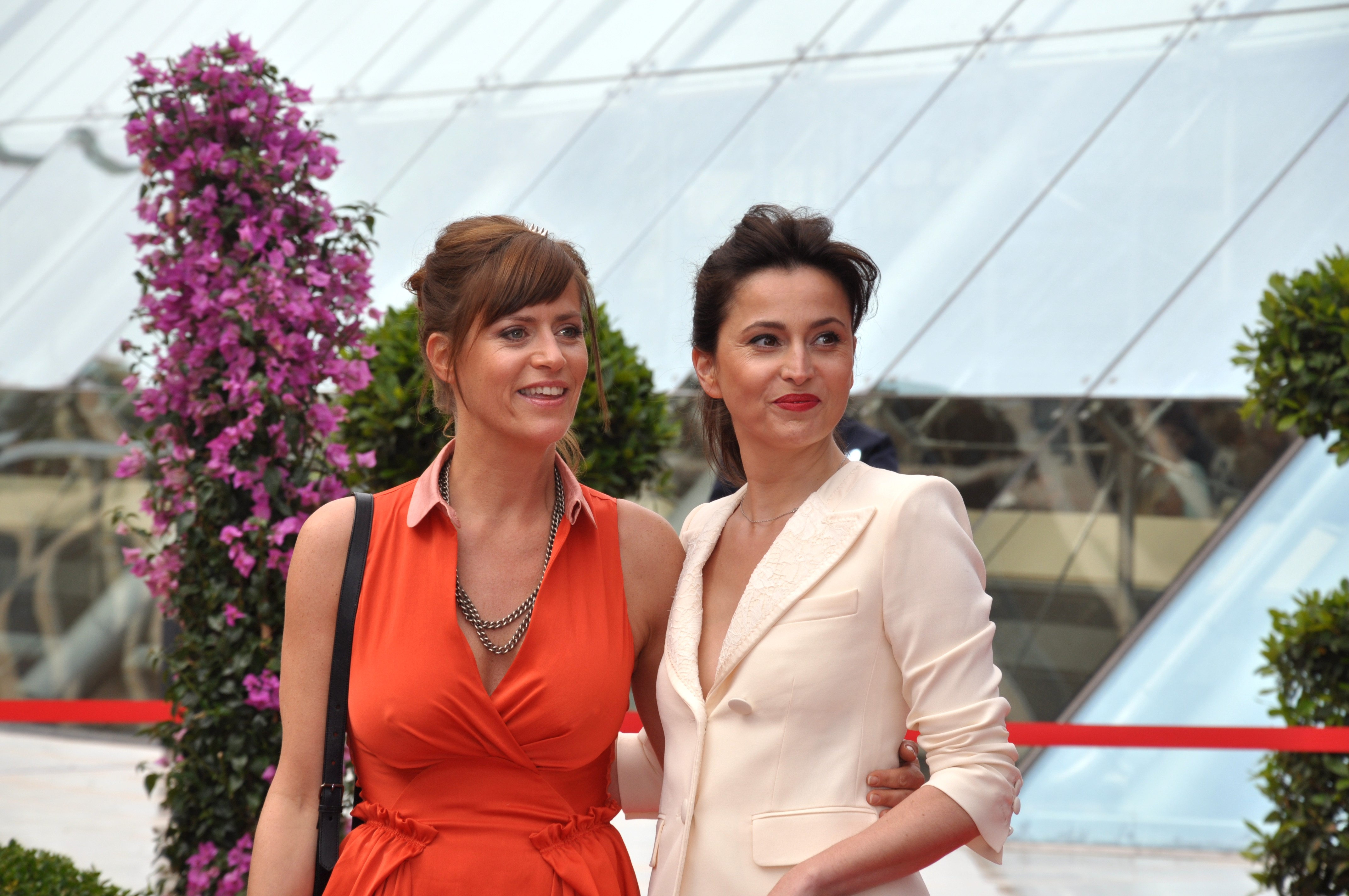
Anne Caillon (links) und Anne Charrier (2013)

Anne Caillon (* 16. Dezember 1973) ist eine französische Schauspielerin.

## Leben
Anne Caillon studierte an der Sorbonne und schloss mit einem Master für Steuerrecht und Internationales Wirtschaftsrecht ab.
1993 erhielt sie ihre erste Rolle als Theaterschauspielerin in Les acteurs de bonne foi von Pierre Carlet de Marivaux. Von 1994 bis 1997 absolvierte sie eine Schauspielausbildung an der „École de la Rue Blanche“ der „École Nationale Supérieure d’Arts et Technique du Théâtre“, unter anderem bei Pierre Pradinas und Denise Chalem, sowie an der Middlesex University in London.
Anne Caillon spielte von 1993 bis 2000 vorwiegend am Theater und ab 2000 vor allem in Fernsehserien sowie Fernseh- und Kinofilmen.

## Filmografie (Auswahl)
- 1998: Compromis – Regie: Sébastien Sort
- 2001: Grégoire Moulin gegen den Rest der Welt (Grégoire Moulin contre l’humanité) – Regie: Artus de Penguern
- 2002: Mortes de préférence – Regie: Jean-Luc Breitenstein (Fernsehfilm)
- 2003: Wer tötete Bambi? (Qui a tué Bambi?) – Regie: Gilles Marchand
- 2003: Karibikurlaub: Mord inbegriffen (Vacances mortelles) – Regie: Laurence Katrian
- 2003: Le Dirlo: Lucie – Regie: Patrick Volson (Fernsehfilm)
- 2003: Ne meurs pas – Regie: José Pinheiro (Fernsehfilm)
- 2004: Zodiaque (Fernsehserie, 2 Folgen)
- 2004–2005: Les Montana (Fernsehserie, 2 Folgen)
- 2005: Poltergay – Regie: Eric Lavaine
- 2005: Petit homme – Regie: Benoît d’Aubert (Fernsehfilm)
- 2005: Engrenages (Fernsehserie, 6 Folgen)
- 2006: La chasse à l’homme (Mesrine) – Regie: Arnaud Sélignac (Fernsehfilm)
- 2006: Nos amis les parents – Regie: Philippe Proteau (Fernsehfilm)
- 2006: Basic Instinct – Neues Spiel für Catherine Tramell (Basic Instinct 2) – Regie: Michael Caton-Jones
- 2007: In der Glut der Sonne (UV) – Regie: Gilles Paquet-Brenner
- 2007: La forastera – Regie: José Pinheiro (Fernsehfilm)
- 2008: Law & Order Paris (Paris, enquêtes criminelles) (Fernsehserie, 1 Folge)
- 2008: La dame de Monsoreau – Regie: Michel Hassan (Fernsehfilm)
- 2009: La loi de Murphy – Regie: Christophe Campos
- 2009, 2014, 2019: Camping paradis (Fernsehserie, 4 Folgen)
- 2010: Diane, femme flic (Fernsehserie, 1 Folge)
- 2010: Haven (Fernsehserie, 3 Folgen)
- 2011: Special Forces (Forces spéciales) – Regie: Stéphane Rybojad
- 2012, 2021: Commissaire Magellan (Fernsehserie, 3 Folgen)
- 2013: Enquêtes réservées (Fernsehserie, 6 Folgen)
- 2014–2016: Falco (Fernsehserie, 19 Folgen)
- 2016: Léo Mattéï, Brigade des Mineurs (Fernsehserie, 2 Folgen)
- 2017: Die Richterin (Le juge est une femme) (Fernsehserie, 1 Folge)
- ab 2017: Demain nous appartient (Fernsehserie, 725 Folgen)
- 2018: Les secrets (Fernsehserie, 3 Folgen)
- 2019: La Malédiction de Provins – Regie: Olivier Doran (Fernsehfilm)
- 2019: Deadly Tropics (Tropiques criminels) (Fernsehserie, 1 Folge)
- 2019: Andy – Regie: Julien Weill
- 2020–2021: Meurtres à… (Fernsehserie, 2 Folgen)
- 2020: Crimes Parfaits (Fernsehserie, 1 Folge)
- 2022: Bellefond – Regie: Emilie Barbault, Sarah Barbault (Fernsehfilm)
- 2022: Cassandre (Fernsehserie, 1 Folge)
- 2023: Tiny Wedding (Notre tout petit petit mariage) – Regie: Frédéric Quiring